# 乾隆帝次女
乾隆帝次女（1731年—1731年），清高宗弘历的第二女。

## 生平
雍正九年（1731年）四月出生，当时弘历是雍正帝的四阿哥（宝亲王是在雍正十一年所封），格格富察氏是她的生母，永璜是她的同母兄。
雍正九年（1731年）十二月殇逝，年仅八个月。弘历繼承皇位之後，也没有追封二女儿名号。